# 猫体質
猫体質（ねこたいしつ、4月11日 - ）は、日本の歌手、声優、ナレーター。北海道出身。
別名義として「Retar」「ネコメアリ」「猫大樹」を使用することがある。2024年11月1日から新井麻里衣（あらいまりい）に改名している。

## 人物
幼少期から演劇を学び、その後テレビ出演（ドラマ、映画）、CMソング歌唱や地上波バラエティー番組のアシスタントMCを務めるなど経歴を持つ。
元、テアトルアカデミーの講師。
2015年から新井大樹との男女ハイトーンボイスユニット「猫大樹」に参加。
2016年から猫の祭典イベント「にゃんだらけ」のメインMCを務め、東海林のり子、INORAN(LUNA SEA)、東ちづる、井上和彦などと共演している。
2018年にジャパンアミューズメントエキスポ内で開催されたe-sports公式大会「7th KONAMI Arcade Championship」のjubeat部門に出演しMCを担当。その後、8th、9thと3年間MCを務めている。
2019年に「Retar」名義で作曲家としてデビュー。
2023年に声優事務所であるプロダクションSHIROBACOの舞台公演で演出を務めている。
2024年11月1日から新井麻里衣に改名し声優事務所「ころぼっくすぷろじぇくと」と業務提携を結んでいる。

## ディスコグラフィー

### アルバム
（Retar 名義）
- 「Almighty」（2019年8月3日発売）
  - 1.Change over time /Retar
  - 2.Flash of the sea /Retar feat.Hiroki Arai
  - 3.Devil's party /Retar
  - 4.Remains /Retar
  - 5.Upas -midnight snow- /Retar

（猫大樹 名義）
- 「神歌PARADE3」（2023年5月17日発売）
  - 1.猫大樹、待望の第三弾ですよ!!-opening-
  - 2.わたしたちのハロウィンナイト
  - 3.Chase game-過去の栄光-
  - 4.優雅な休日-パスタいこう-
  - 5.学生生活’98
  - 6.Beat runne
  - 7.P & D
  - 8.あたりまえというしあわせ

- 「神歌PARADE2」（2019年1月30日発売）
  - 1.猫大樹ですよ!!-opening-
  - 2.男と女の再会物語
  - 3.Excellent everyday!
  - 4.Supermarket come on!!
  - 5.What?What?What?
  - 6.健康管理-Runners High-
  - 7.ZERO gravity feat.でもにく

- 「神歌PARADE」（2016年8月12日発売）
  - 1.猫大樹だよ!!-opening-
  - 2.夏休み is freedom!!
  - 3.男と女の言い合いのうた
  - 4.負けないよ・・・-Runners High-
  - 5.真夏の夜の蚊
  - 6.マジパネェ!!
  - 7.制作現場での出来事

## 提供楽曲
jubeat(ユビート)(KONAMI)
※Retar名義
- Change over time /Retar
- Flash of the sea /Retar feat.Hiroki Arai
- Devil's party /Retar
- Remains /Retar
- Upas -midnight snow- /Retar
- 反撃-Retar remix-

## 楽曲参加
（歌唱、作詞）
- 「恋風-KOIKAZE-/Xceon」作詞、歌唱（ポニーキャニオン）
- 「にゃんだらけのテーマ」歌唱 イベント「にゃんだらけ」テーマソング
- 「スーパー中古車市☆土日リミテッド」歌唱「スーパー中古車市」テーマソング
- 北洋銀行　CM歌唱
- 「ナンダカンダいってなまら北海道」歌唱 テレビ北海道「何ン田かンだ行っても北海Do~!」OPテーマ
- CD「EXIT TRANCE PRESENTS アニメトランス」シリーズ 3曲歌唱（ポニーキャニオン）
- ノックスドールCMソング歌唱
- 「上京娘/ななひら」作詞 （新井大樹、つけめんなさいPと共作）（ポニーキャニオン）
- 「儚き恋の華」作詞（新井大樹と共作）、歌唱　beatmania IIDX 28 BISTROVER （KONAMI)
- 「Ancestral Sin -」歌唱 「しんけん!!」主題歌(DMM GAMES）
- 「墨染」音楽ゲーム「SOUND VOLTEX」(KONAMI)※ネコメアリ名義
- 「刃の如く」音楽ゲーム「SOUND VOLTEX」(KONAMI)※ネコメアリ名義
- 「ホーリィ☆嫉妬」歌唱　音楽ゲーム「jubeat plus」、「REFLEC BEAT plus」（KONAMI)
- 「雨上がりの空に」歌唱　音楽ゲーム「jubeat festo」（KONAMI)
- 「チュッチュマチュピチュ」歌唱（ななひら、Nana Takahashi、猫体質)音楽ゲーム「DANCERUSH STARDOM」「GITADORA」「jubeat」「beatmania IIDX」「ポップンミュージック」「ノスタルジア」

-以下は全て猫大樹-(BIG TREE RECORD)
- 「猫大樹だよ!!-opening-」歌唱
- 「夏休み is freedom!!」歌唱
- 「男と女の言い合いのうた」歌唱
- 「負けないよ…-Runners High-」歌唱
- 「真夏の夜の蚊」歌唱
- 「マジパネェ!!」歌唱
- 「制作現場での出来事」歌唱
- 「猫大樹ですよ!!-opening-」歌唱
- 「男と女の再会物語」歌唱
- 「Excellent everyday!」歌唱
- 「Supermarket come on!!」歌唱
- 「What?What?What?」歌唱
- 「健康管理-Runners High-」歌唱
- 「ZERO gravity feat.でもにく」歌唱
- 「猫大樹、待望の第三弾ですよ!!-opening-」歌唱
- 「わたしたちのハロウィンナイト」歌唱
- 「Chase game-過去の栄光-」CV
- 「優雅な休日-パスタいこう-」歌唱
- 「学生生活’98」歌唱
- 「Beat runner」歌唱
- 「P & D」歌唱
- 「あたりまえというしあわせ」歌唱

## 声優、ナレーション、MC
以下の内容はオフィシャルHPに記載されたもの。
- オンラインゲーム「しんけん!!」一文字なずみCV
- 楽曲「新たな幕締め feat.猫体質」ナレーション
- 楽曲「マジパネェ!!/猫大樹」 ギャル、おばあちゃん役
- テレビ北海道「何ン田かンだ行っても北海Do~!」番組レギュラー出演およびナレーション
- 「コープさっぽろ」CMナレーション
- 「北洋銀行」CMナレーション
- 「厚生労働省 群馬労働力」CMナレーション
- イベント「にゃんだらけ」CMナレーション

・その他、企業、商品PR映像、CM、テレビ番組等
- e-sports「The9th KONAMI Arcade Championship」jubeat部門MC
- e-sports「The8th KONAMI Arcade Championship」jubeat部門MC
- e-sports「The7th KONAMI Arcade Championship」jubeat部門MC
- e-sports「e-sports night 2015」 MC
- イベント「スーパー中古車市」MC
- イベント「にゃんだらけ Vol.1」ステージMC
- イベント「にゃんだらけ Vol.2」会場、ステージMC
- イベント「にゃんだらけ Vol.3」会場、ステージMC
- イベント「にゃんだらけ Vol.4」会場、ステージMC
- イベント「にゃんだらけ Vol.5」会場、ステージMC
- イベント「にゃんだらけ Vol.6」会場、ステージMC
- イベント「にゃんだらけ Vol.7」会場、ステージMC
- イベント「にゃんだらけ Vol.8」会場、ステージMC
- イベント「にゃんだらけ Vol.9」会場、ステージMC
- イベント「にゃんだらけ Vol.10」 YouTube会場、出演、MC
- イベント「にゃんだらけ Vol.11」会場、ステージMC
- イベント「にゃんだらけ Vol.12」会場、ステージMC
- イベント「にゃんだらけ Vol.13」会場、ステージMC
- イベント「にゃんだらけ Vol.14」会場、ステージMC
- イベント「にゃんだらけ Vol.15」会場、ステージMC
- イベント「にゃんだらけ Vol.16」会場、ステージMC

## テレビ出演
- テレビ北海道「何ン田かンだ行っても北海Do~!」レギュラー出演

## 講師
- テアトルアカデミー
- プロダクションSHIROBACO